# Lynchburg (Tennessee)
Lynchburg ist eine US-amerikanische Kleinstadt im US-Bundesstaat Tennessee, 120 km südlich von Nashville. Das U.S. Census Bureau hat bei der Volkszählung 2020 eine Einwohnerzahl von 6.461 ermittelt. Das Stadtgebiet und das County haben eine gemeinsame Verwaltung. 
Lynchburg ist als Sitz der Whiskey-Destillerie von Jack Daniel’s bekannt.

## Die Stadt
In der Ortsmitte befindet sich ein Gerichtsgebäude aus dem 19. Jahrhundert, daneben gibt es Souvenirläden, Gaststätten und Dienstleistungsbetriebe. Jährlich besuchen mehr als 200.000 Touristen die Stadt und die Brennerei, die 1866 von Jasper „Jack“ Newton Daniel gegründet wurde. Ausschlag für die Ansiedlung gab seine Entdeckung einer völlig eisenfreien Kalksteinquelle am Rande der Ortsmitte.

### Ansichten
Lynchburg und die Destillerie

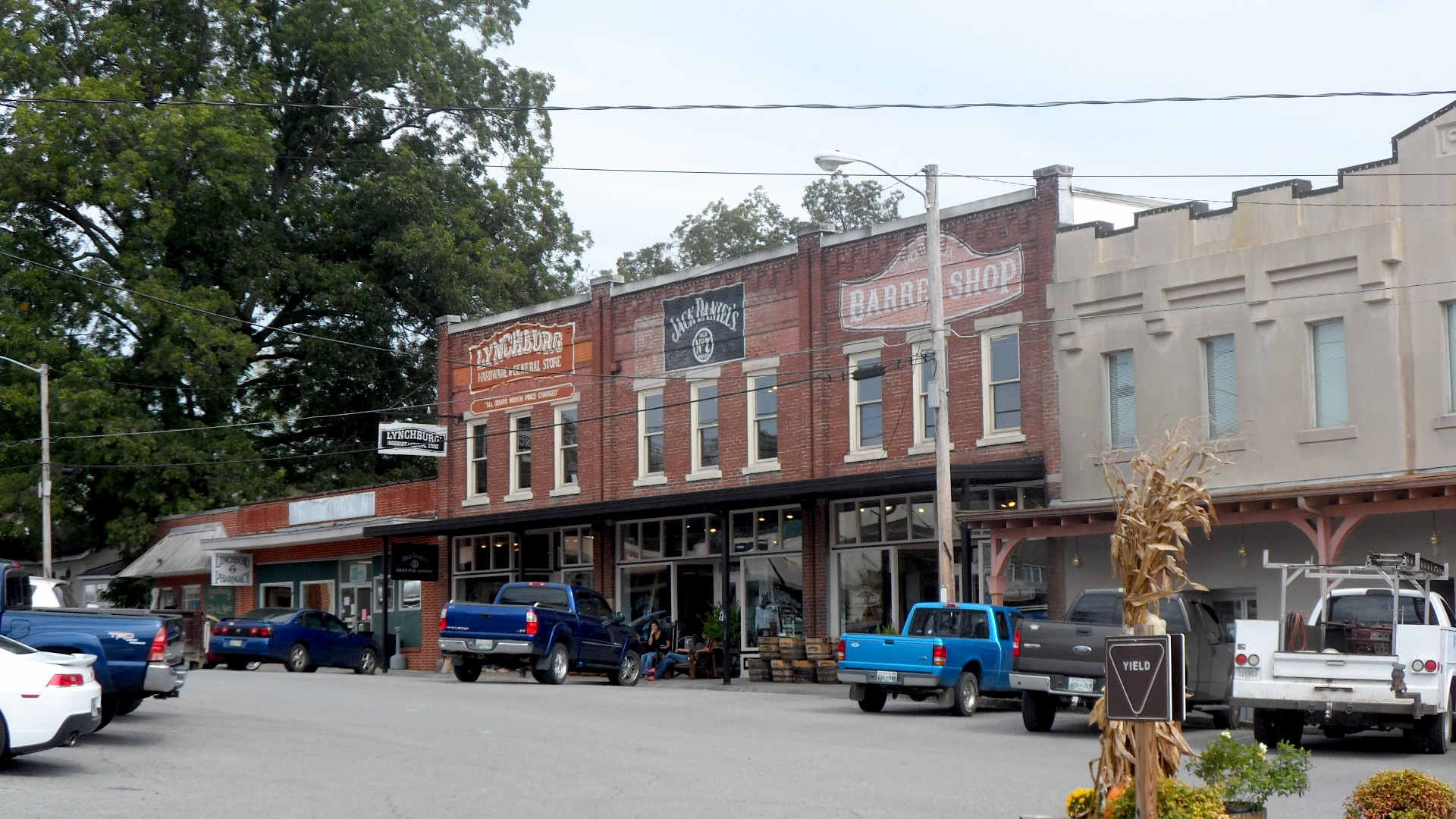
Ansicht Innenstadt
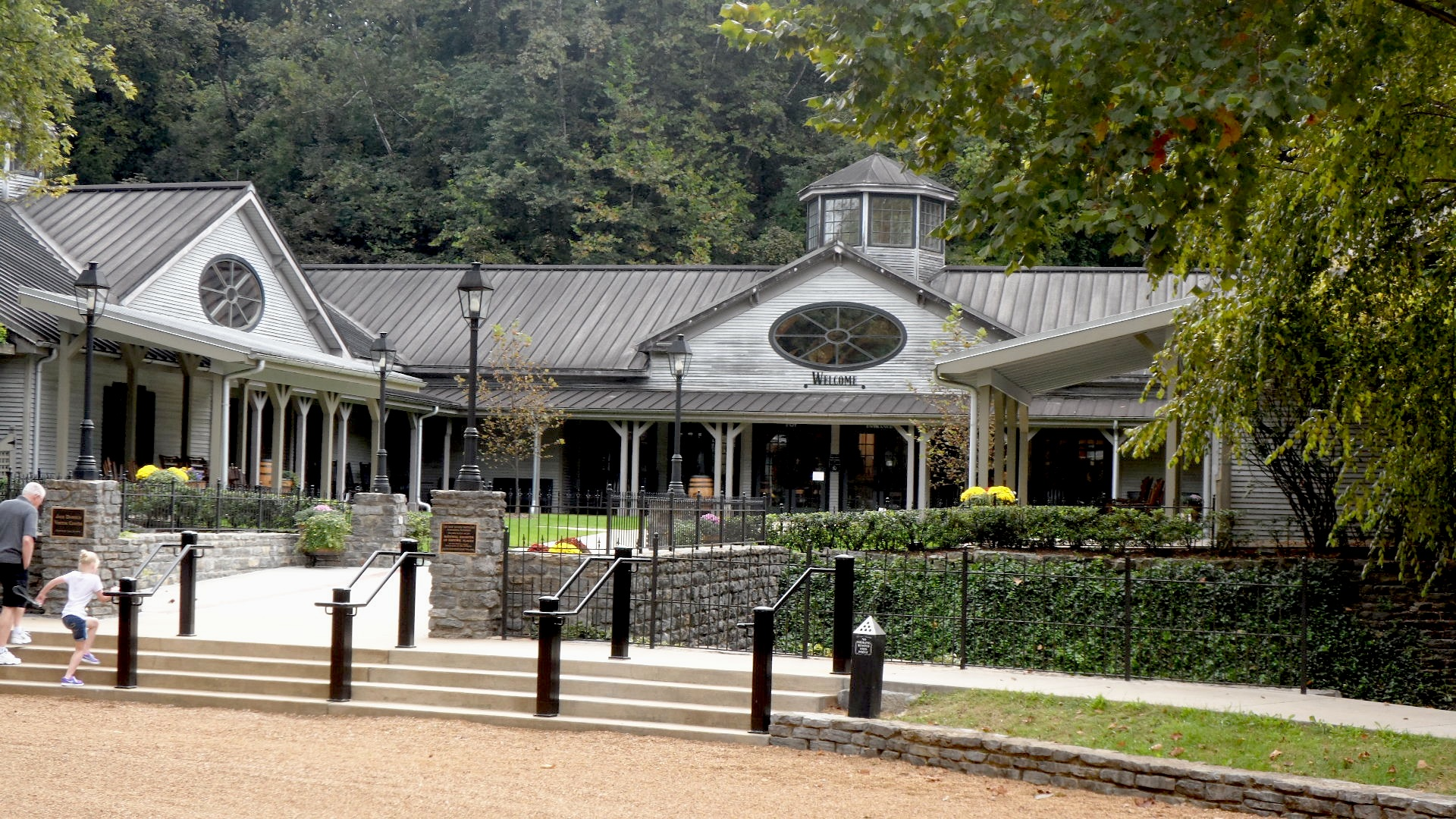
Haupteingang zum Besucherzentrum der Jack-Daniel’s-Destillerie

## Trivia
Der Konsum von Alkohol ist im gesamten County verboten. Das entsprechende Gesetz stammt aus Zeiten der Prohibition und könnte nur durch ein demokratisches Verfahren aufgehoben werden, wozu 1000 Stimmen von Bürgern des Moore County benötigt würden. Eine Ausnahme gibt es jedoch: Am Hauptsitz des Unternehmens Jack Daniel’s, an dem auch Touristenführungen stattfinden, darf aufgrund einer eigens vom Senat erteilten Erlaubnis Whiskey zumindest verkauft, wenn auch nicht konsumiert werden.

## Persönlichkeiten
- Davy Crockett (1786–1836), Politiker und Kriegsheld, lebte von 1811 bis 1813 auf Lynchburger Gebiet.
- Jack Daniel (1846–1911), Gründer der Jack-Daniel’s-Destillerie.
- Little Richard (1932–2020), amerikanischer Rock 'n' Roll-Musiker, lebte in Lynchburg.